# Athyreus fritzi
Athyreus fritzi är en skalbaggsart som beskrevs av Henry Fuller Howden 1999. Athyreus fritzi ingår i släktet Athyreus och familjen Bolboceratidae. Inga underarter finns listade.